# Giovanni Enrico Vidali
Giovanni Enrico Vidali all'anagrafe Gianni Enrico Vidali Novelli (Roma, 13 marzo 1869 – Roma, 3 luglio 1937) è stato un attore e regista italiano.

## Biografia
Padre delle attrici Emilia Vidali e Maria Gandini. Come attore e regista, ha lavorato per circa 100 film tra il 1912 e il 1935. I suoi film più importanti sono: Jone ovvero gli ultimi giorni di Pompei del 1913 co-diretto con Ubaldo Maria Del Colle, Croce nera del 1914 e Enigma del 1919. Nel 1914 fonda, la Vidali Film, fallita poi nel 1922.

## Filmografia

### Attore

#### Cinema
- L'incubo, regia di Ubaldo Maria Del Colle (1912) - cortometraggio
- Satana, regia di Luigi Maggi (1912)
- Una pagina d'amore, regia di Ubaldo Maria Del Colle (1912) - cortometraggio
- Sui gradini del trono, regia di Ubaldo Maria Del Colle (1912)
- Scienza fatale, regia di Alberto Degli Abbati (1913) - cortometraggio
- Il principe mendicante, regia di Ubaldo Maria Del Colle (1913) - cortometraggio
- Dante e Beatrice, regia di Mario Caserini (1913) - cortometraggio
- Il romanzo di un magistrato, regia di Ubaldo Maria Del Colle (1913) - cortometraggio
- Per alto tradimento, regia di Alberto Carlo Lolli (1913)
- Bianco contro negro, regia di Ubaldo Maria Del Colle (1913)
- La morfina indiana (1913) - cortometraggio
- Il segreto, regia di Ubaldo Maria Del Colle (1913) - cortometraggio
- I due sergenti, regia di Eugenio Perego (1913)
- La ruota della fortuna (1913) - cortometraggio
- Le leggi dell'onore (1913)
- I promessi sposi, regia di Ubaldo Maria Del Colle (1913)
- Il fascino dell'innocenza (1913) - cortometraggio
- Fiore perverso (1913)
- La crocetta d'oro, regia di Renzo Chiosso (1913) - cortometraggio
- Tempesta di anime (1913) - cortometraggio
- Per il babbo, regia di Umberto Paradisi (1913) - cortometraggio
- Il piccolo carceriere, regia di Umberto Paradisi (1913) - cortometraggio
- L'ordinanza, regia di Umberto Paradisi (1914) - cortometraggio
- Primavera, regia di Licurgo Tioli (1921)
- Gli orecchini della nonna, regia di Camillo De Riso (1923)
- Fra' Diavolo, regia di Mario Gargiulo e Roberto Roberti (1925)
- L'avvocato difensore, regia di Gero Zambuto (1935)

### Attore e regista

#### Cinema
- Jone ovvero gli ultimi giorni di Pompei, co-regia di Ubaldo Maria Del Colle (1913)
- La porta aperta (1913) - cortometraggio
- Croce nera (1914)
- Il principino saltimbanco (1914)
- Cuor di bambino e cuor di soldato (1914)
- Lo straniero (1915)
- Amore e cospirazione (1915)
- Visione suprema (1915)
- Il mistero della villa Saint Privat (1915)
- Bandiera bianca (1915)
- La portatrice di pane (1916)
- Il tenebroso affare (1916)
- Il segreto del lago (1916) - cortometraggio
- La mano della morta (1916)
- La piccola infermiera della Croce Rossa (1916) - cortometraggio
- La sepolta viva (1916)
- Rina, l'angelo delle Alpi (1917)
- Piccoli martiri (1917)
- La vergine dei veleni (1917)
- Il bacio di una morta (1917)
- L'orfana del ghetto (1917)
- Il treno della morte (1918)
- Il calvario di Jannette (1918)
- Un notturno di Chopin (1919)
- Sirena (1919)
- La capinera del mulino (1919)
- Rosa mistica (1919)
- Il romanzo di una giovane povera (1920)
- Ferragus (1920)
- La maschera della colpa (1921)

### Regista

#### Cinema
- Spartaco (1913)
- Ultimo convegno (1913) - cortometraggio
- Che cosa triste la guerra! (1914) - cortometraggio
- Il gioco dell'amore (1915)
- I rettili umani (1915) - cortometraggio
- L'assassinio del corriere di Lione (1916)
- Joe contro Bualò (Bualò contro Joe) (1917) - cortometraggio
- Come lui divenne lui (1917) - cortometraggio
- Il cenciaiuolo di Parigi (1917)
- All'alba della gloria (1917) - cortometraggio
- Bualò, l'uomo di ferro (1918)
- Il cappello di paglia di Firenze (1918)
- Il milione nel cappello (1918) - cortometraggio
- Il cappello magico (1918) - cortometraggio
- La vendetta di una pazza, co-regia di Giuseppe Guarino (1919)
- Enigma (1919)
- Per una lagrima (1919)
- La figlia del reggimento (1920)
- La donna che fu molto amata (1922)